# Braunauer Kirsche
Die Braunauer Kirsche, auch Brunokirsche, ist eine zu den Herzkirschen gehörende braune Sorte der Süßkirschen.

## Herkunft
Die Sorte wurde 1900 im Kreis Querfurt aus einer Formengruppe als bester Typ ausgelesen.

## Frucht
Die Frucht ist mittelgroß, herzförmig, in der Seitenansicht flach mit Bauchbuckeln. Die weiche Haut ist in der Vollreife dunkelbraun, bei Halbreife hell gestrichelt. Das Fruchtfleisch ist dunkelrot, weich und saftig süß mit ausreichender Säure. Sie ist vollreif recht gut schmeckend. Sie hat eine mittlere Platzfestigkeit und platzt bevorzugt an der Stempelseite. Der Stein ist mittelgroß, auffallend flach. Der Stiel ist mittellang, etwa 3,5 cm, grün, oft rötlich, mit mittelgroßem Stielansatz. Sie reift in der 2. bis 3. Kirschwoche, zu einer Zeit, wo noch keine Probleme mit der Kirschfruchtfliege auftreten.

## Baum
Der Baum wächst mittelstark bis stark mit schrägen, aufrechten Leitästen. Die Krone ist rundkugelig bis pyramidal. Der Baum ist selbststeril und braucht einen Befruchtungspartner. Er blüht mittelfrüh, zu Blühbeginn gemeinsam mit wenig (leicht rötlichem) Blattaustrieb. Der Baum ist ein robuster Massenträger.